# 슬렙톤
슬렙톤(Slepton)은 렙톤의 초대칭짝으로, 스엘렉트론, 스뮤온, 스타우온, 스뉴트리노, 스뮤온 스뉴트리노, 스타우 스뉴트리노의 6종으로 이루어져 있으며, 스핀이 정수이다.